# Plaza Mayor de San Carlos del Valle
La plaza mayor de San Carlos del Valle es una plaza porticada de la localidad ciudadrealeña de San Carlos del Valle, en España. Cuenta con el estatus de bien de interés cultural.

## Descripción
La plaza mayor de San Carlos del Valle (1713-1729) pertenece al conjunto de plazas y edificio porticados castellanos con galerías de madera, si bien esta es más tardía que las comparables con ella de la zona. El conjunto presenta un singular urbanismo, donde el punto central es la plaza, pero antes de esta hay otras plazas en dos de sus cuatro accesos.

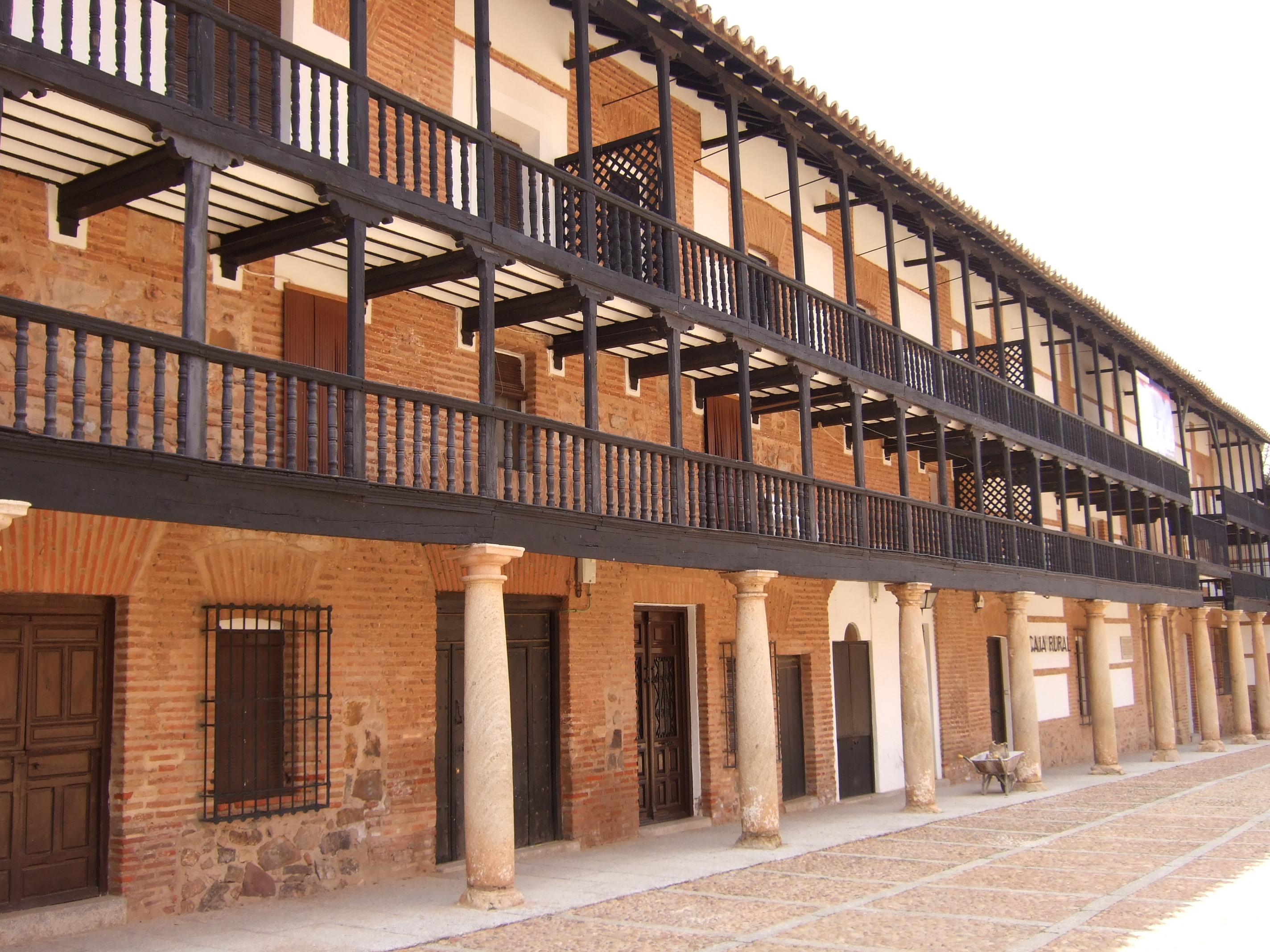
Lateral porticado.

En la fachada que da al norte se encuentran la casa consistorial y la escuela, con una sola galería. En el este se encuentra la galería porticada mediante columnas compuestas de piedra sobre las que descansan dos plantas de galería de madera. En este el lado mayor de la plaza junto con la fachada oeste donde no hay galería, solamente un balcón corrido en un tercio de su lado, el resto lo ocupa la iglesia del Cristo del Valle y la plazoleta aneja. La fachada sur al igual que la norte solo tiene una planta de galería de madera. Los paramentos son de mampostería atada con hiladas de ladrillo de tejar, que llegan a sustituir a la piedra en los jambeados de los huecos. La mayoría están enlucidos y pintados de blanco.
La fachada este, que es la más representativa en la planta baja, está porticada mediante columnas, sobre las que apoya una viga corrida de gran canto, que sustentan los pies derechos de madera a una separación de 1,33 m, existiendo tres modulaciones por cada intercolumnio. Este ritmo se repite en planta segunda, donde únicamente varía la altura. La modulación solo se pierde en uno de los extremos de la plaza por la existencia de una construcción de solo dos plantas que al colocar el balcón a la plaza desarticula el ritmo, dándole un carácter especial más rico y aleatorio, sintonizando con la flexibilidad compositiva de una arquitectura popular.
El conjunto fue declarado bien de interés cultural, en la categoría de monumento, el 11 de octubre de 1993, mediante un decreto publicado el día 29 de ese mismo mes en el Diario Oficial de Castilla-La Mancha (DOCM).
El poeta manchego, Vicente Cano, impresionado por la magnitud de esa plaza encajada en un pequeño pueblo de la Mancha, le escribiría un poema en homenaje a San Carlos del Valle y su Plaza Mayor:

«¡Dejadlo que siga igual:

dueño del sol y del aire!
¡No amuralléis horizontes!
¡Dejadlo, así, que descanse
al amor de su silencio,
al arrullo de las aves,
con su paz como fervor
y su cielo siempre grande!
¡Dejadlo, así, con su plaza
casi mágica e inefable,
casi sueño conseguido,
casi corazón que late!
¡Dejadlo así de pequeño

y seguirá siendo grande! »